# Motaz Azaïza
Motaz Hilal Azaïza (en arabe : معتز هلال عزايزة ; né le 30 janvier 1999) est un photojournaliste palestinien de la bande de Gaza, devenu célèbre dans sa couverture de la guerre menée par Israël dans la bande de Gaza, où il vit les évènements avec sa famille jusqu'au 23 janvier 2024, avant d’être évacué à Doha, au Qatar.

## Biographie
Motaz Azaiza a grandi dans le camp de Deir al-Balah, dans la bande de Gaza. Il a fréquenté l'université al-Azhar de Gaza et a obtenu en 2021 un diplôme en études anglaises. Il est actuellement employé par l'UNRWA.
Le 11 octobre 2023, au moins quinze membres de la famille de Motaz Azaiza ont été tués lors d'une frappe aérienne israélienne sur le camp de Deir al-Balah, peu après le déclenchement de la guerre de Gaza depuis 2023,.
Le 23 janvier, près de 100 jours après le début de la guerre, Motaz annonce dans une publication où il enlève son gilet de reporter qu'il est évacué vers le Qatar, via l'Égypte, exprimant son souhait de retourner rapidement sur sa terre natale. Motaz a dû fuir Gaza face aux menaces reçues et aux attaques de l'armée israélienne qui semblaient le viser.

## Photojournalisme
Avant la guerre de Gaza depuis 2023, les publications en ligne d'Azaiza se concentraient principalement sur la vie quotidienne dans la bande de Gaza,. Bien qu'il ait couvert la guerre de Gaza en 2014 et la crise israélo-palestinienne de 2021, ses comptes sur les réseaux sociaux n'avaient pas retenu beaucoup d'attention. Il y a peu de journalistes étrangers dans la bande de Gaza car Israël et l'Égypte leur refusent l'accès au territoire, ce qui a conduit Azaiza à devenir un journaliste clé sur le terrain à Gaza.
Avant l'attaque menée par le Hamas contre Israël le 7 octobre 2023, le profil d'Azaiza sur Instagram comptait environ 25 000 abonnés,. Le 13 octobre, son compte Instagram a été restreint, mais l'accès a été rétabli le lendemain. Son nombre de followers était passé à un million le 17 octobre, neuf millions le 30 octobre 12,5 millions le 3 novembre et 13 millions le 7 novembre. Au 27 décembre 2023, le profil Instagram d'Azaiza comptait 17,5 millions de followers, en faisant un des journalistes les plus suivis du monde.

## Prix et récompenses
En novembre 2023, le magazine GQ Moyen-Orient l'a nommé Homme de l'année, le rédacteur en chef Ahmad Ali Swaid déclarant : « il nous rappelle que peu importe qui nous sommes ou d'où nous venons, c'est nous — les gens ordinaires, les hommes et les femmes — qui ont le pouvoir de mettre en œuvre ce changement que nous souhaitons voir. »,
La photographie d'Azaiza « La voir à travers mon appareil photo », qui fait partie de sa vaste couverture de Gaza pendant la guerre de Gaza de 2023, a été classée parmi les 10 meilleures photos de 2023 du Time. Fin octobre, à la suite d'une frappe aérienne israélienne, Azaiza a utilisé une vitesse d'obturation lente sur son appareil photo pour capturer l'instant, révélant une jeune fille coincée sous les décombres du camp de réfugiés d'Al Nusairat. Cette technique lui a permis de l'observer dans l'obscurité où l'œil nu ne pouvait pas confirmer son état avant que la lumière d'un secouriste de la Défense Civile n'éclaire son visage.
En France, la région Normandie lui a remis le « Prix Liberté 2024 », à l’issue d’un vote de 14 265 jeunes de 116 pays, qui vise à honorer une personne ou une organisation engagée dans la défense des valeurs de liberté et des droits humains, créé pour « célébrer l’esprit de la liberté et de la résistance », en mémoire des événements historiques liés au débarquement de Normandie et à la libération de la France pendant la Seconde Guerre mondiale.
La remise de son prix au Zénith de Caen a été contestée par le président de l'Association culturelle israélite de Caen et du Consistoire des associations israélites de la Région Normandie, Nassim Lévy. Il a demandé fin mai « l’annulation » de la remise de ce prix dans un courrier adressé à Hervé Morin, le président de la région Normandie. Une trentaine de députés de la majorité ont à leur tour demandé que le prix lui soit retiré.
Selon France 3 Normandie, Nassim Lévy « fonde ses accusations sur les licenciements de plusieurs employés de l’Office de secours et de travaux des Nations unies pour les réfugiés de Palestine dans le Proche-Orient (UNRWA), soupçonnés par Israël d’avoir participé aux massacres du 7 octobre ». Motaz Azaiza a été employés par l’UNRWA comme 30 000 autres salariés au Proche-Orient. Mais selon France 3 Normandie, « jamais une quelconque implication n'a été prouvée, ni trouvée » et le journaliste a dénoncé une campagne de diffamation émanant de partisans de l’action d’Israël à Gaza. Malgré ces pressions, la remise de son prix a bien eu lieu le 4 juin au Zénith de Caen devant 45 vétérans de la Seconde Guerre mondiale.
En août 2024, son nom a été proposé pour le prix Nobel de la Paix par la députée norvégienne Ingvild Wetrhus Thorsvik.

## Voir également
- Bisan Owda
- Wael al-Dahdouh